# 社会主义工人党 (秘鲁1992年)
社会主义工人党（西班牙語：Partido Socialista de los Trabajadores）是秘鲁的一个托洛茨基主义政党。1992年，成立于1971年的社会主义工人党发生分裂，追随国际工人团结—第四国际的一派另行组建一个政党，也取名为社会主义工人党。该党的领导人是恩里克·费尔南德斯。